# Andrew Keegan
Andrew Keegan, född 29 januari 1979 i Los Angeles, USA, amerikansk skådespelare. 
I filmen 10 orsaker att hata dig spelar han Joey Donner, en rik och populär kille som är fotomodell och han slår vad med sina kompisar att han kan "få omkull" Bianca (Larisa Oleyrik) på skolbalen.
Han spelade också en roll i TV-serien Sjunde himlen, där han spelar en ung ensamstående pappa som är tillsammans med Mary (Jessica Biel).
2014 grundade Keegan ett andligt center kallat Full Circle i Venice Beach. Vice har kallat Full Circle för en "ny religion" med Keegan som ledare.